# Derbi barcelonés
El derbi barcelonés, también conocido como derbi catalán, es el nombre que reciben los partidos de fútbol que enfrentan entre sí, a los dos equipos más representativos de la ciudad de Barcelona, esto es, el F. C. Barcelona y el R. C. D. Espanyol. 
La rivalidad deportiva de ambos clubes se manifiesta mediante los numerosos enfrentamientos que a lo largo de la historia han disputado ambos clubes, tanto en partidos oficiales correspondientes a la Liga española de fútbol, la Copa del Rey (destacando la final de 1957), la Supercopa de España y la Copa de Ferias, como en partidos amistosos y autonómicos.

## Historia

### Orígenes

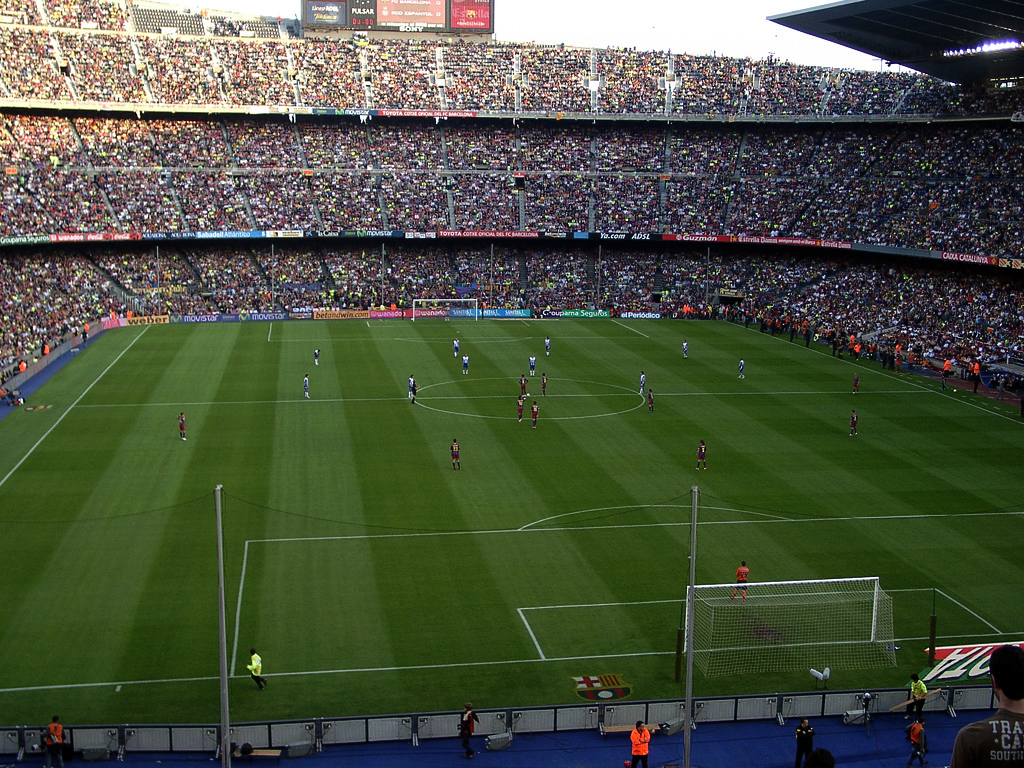
Derbi entre el FC Barcelona y el RCD Espanyol en el Camp Nou.

Lo orígenes del fútbol en Cataluña se remontan a finales del siglo XIX, gracias a la colonia inglesa residente en esta comunidad, y también gracias a la influencia de estudiantes catalanes que retornaban del extranjero. 
Así, el 29 de noviembre de 1899, un empresario suizo afincado en Barcelona, llamado Hans Gamper, fundaba el FC Barcelona; Sin embargo, menos de un año después, concretamente el 13 de octubre de 1900, también se constituía en Barcelona, otra sociedad deportiva conocida en sus inicios como Sociedad Española de Foot-ball (embrionaria del actual RCD Espanyol de Barcelona), que fue fundada por Ángel Rodríguez Ruiz junto a varios compañeros de la Universidad de Barcelona. 
De esta forma, el 23 de diciembre de 1900, se disputó el primer partido entre los dos clubes que -a lo largo del tiempo- acabarían consolidándose como los más importantes de la ciudad de Barcelona y por extensión de la comunidad de Cataluña: el FC Barcelona y el RCD Espanyol. El encuentro se disputó en el Camp de l'Hotel Casanovas, finalizando con empate a cero. Progresivamente, la rivalidad de ambos clubes fue en aumento (así como la cantidad de partidos disputados entre ambos), debido a la existencia por aquella época (principios del siglo XX), del Campeonato de Cataluña de Fútbol, el cual gozaba de gran prestigio en Cataluña, al ser uno de los pocos torneos clasificatorios para la Copa de España de Fútbol cuya validez era reconocida.

### Expansión de la rivalidad

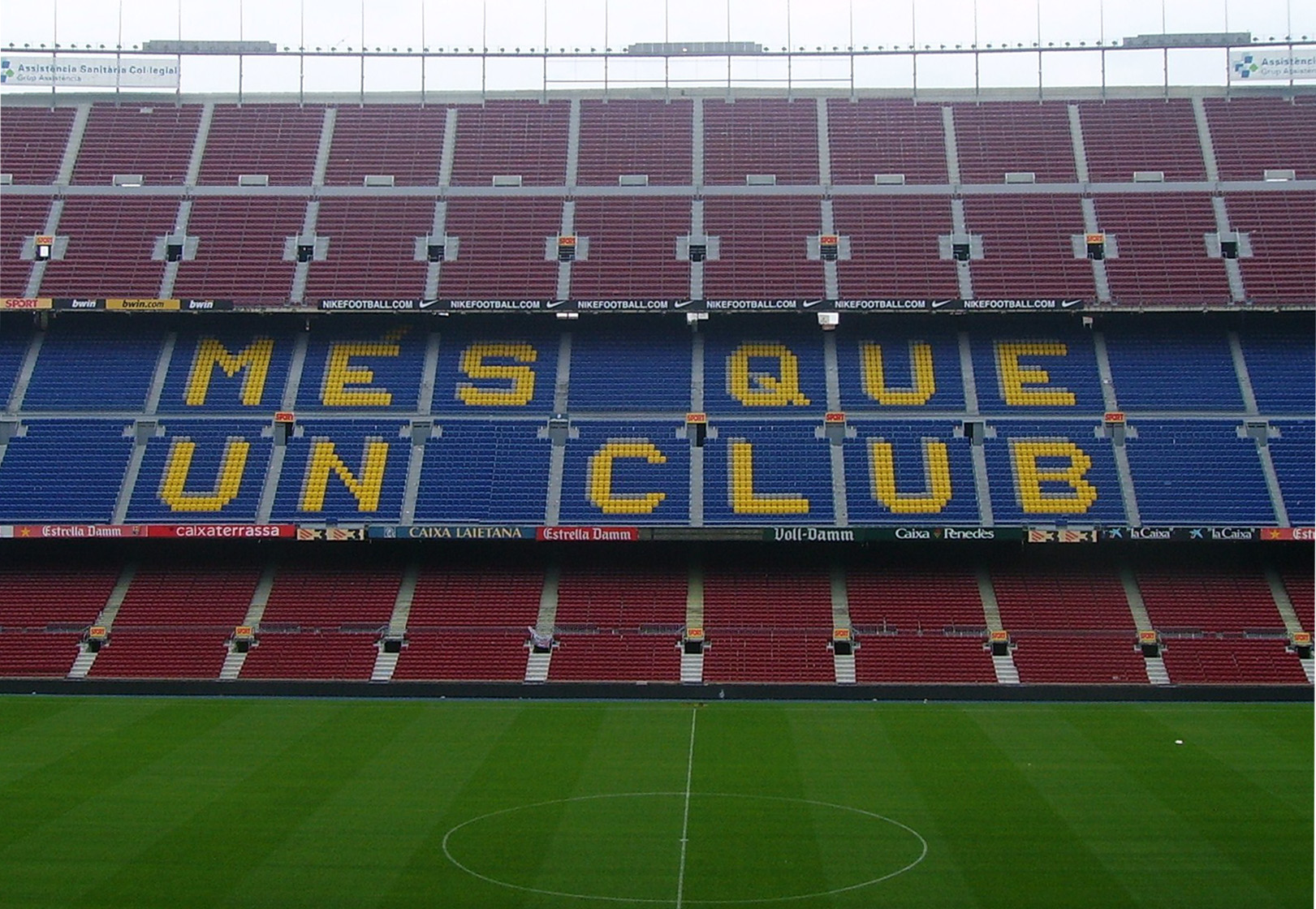
Estadio del Fútbol Club Barcelona, el Camp Nou.

En la década de los años 20 el fútbol -al igual que la rivalidad entre ambos clubes- es muy popular en Cataluña, y en el año 1924, en un momento de gran convulsión política y social, se disputó en el Camp de Les Corts el derbi conocido como de la xavalla (perteneciente al Campeonato de Cataluña), donde por parte de ambas aficiones se registraron incidentes violentos que acabaron con el lanzamiento de monedas al campo y la suspensión del partido (para su posterior reanudación a puerta cerrada). 
Ya en la temporada 1928/29, se decidió crear la 1.ª Liga española de fútbol, de la cual ambos clubes fueron miembros fundadores, y prácticamente desde ese momento (salvo 6 temporadas en las cuales el RCD Espanyol ha militado en 2.ª División), el derbi se ha venido dispuntanto como mínimo, dos veces por temporada.

### Visiones políticas y Posguerra

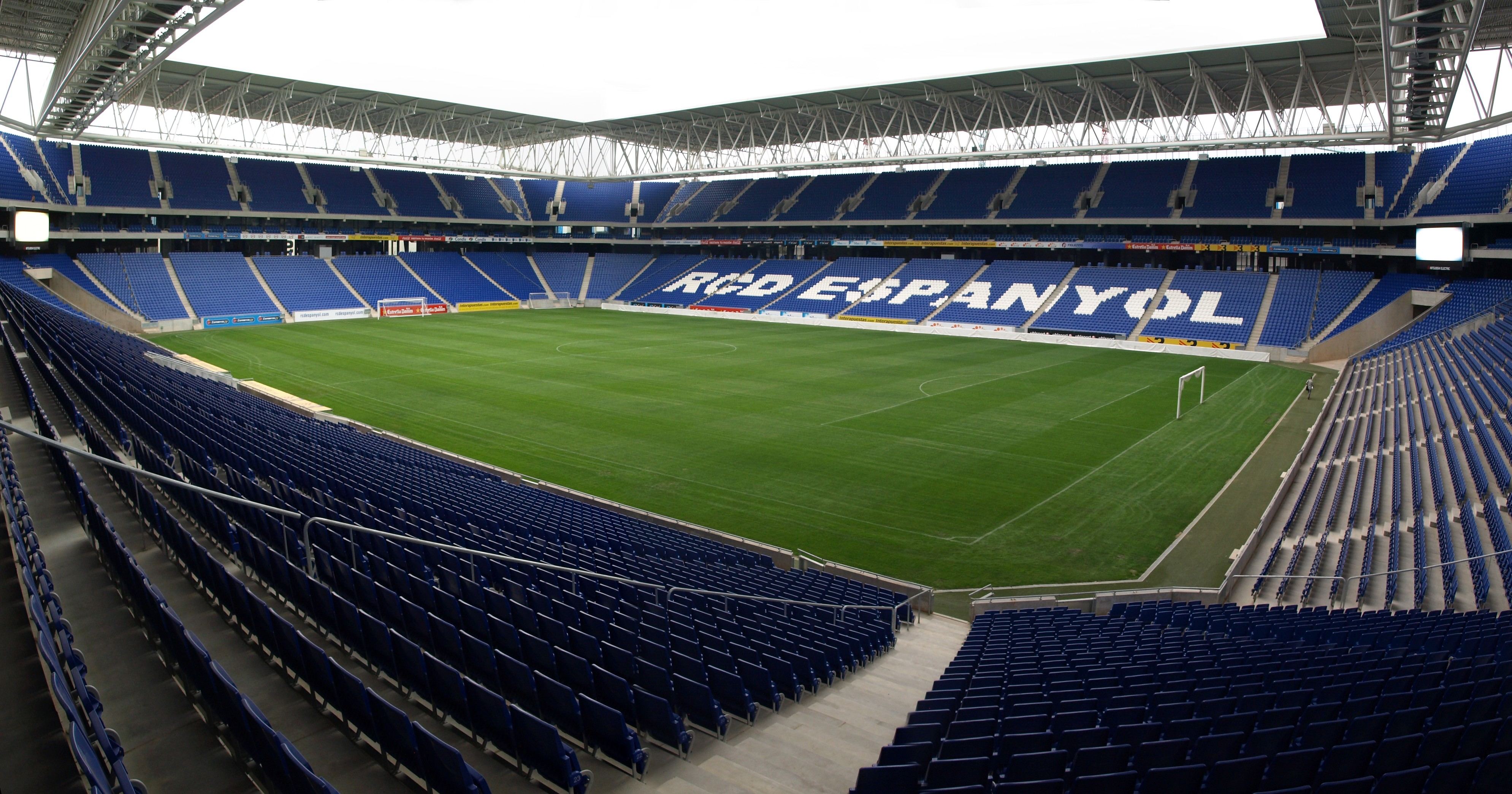
Estadio del Real Club Deportivo Espanyol, el Cornellá-El Prat.

Durante los años 30, la convulsa situación social y política que supuso la proclamación de la Segunda República Española, acabó desembocando en una Guerra Civil donde el fútbol como instrumento político fue utilizado en numerosas ocasiones para satisfacer los intereses de diversos sectores sociales. De esta forma, el catalanismo político se sirvió del FC Barcelona como vocero y medio social para exponer y difundir sus propias reivindicaciones políticas, mientras que -por su parte- el RCD Espanyol era tildado de centralista. 
Bajo este contexto de guerra civil, el campeonato de Liga fue suspendido, y sólo se disputaron el Campeonato de Cataluña, la Liga Mediterránea de fútbol y la Copa de la España Libre. Además, esta situación supuso un descenso notable tanto en el número de socios como en la viabilidad económica de ambos clubes, por lo que el FC Barcelona, en 1937, realizó una exitosa gira deportiva por México, de donde recaudó unos 15.000 dólares que en el futuro aspecto económico y deportivo, le permitieron distanciarse considerablemente de su rival barcelonés. 
Acabada la guerra y durante el régimen de Franco, el FC Barcelona crece en número de aficionados, comenzando a cosechar notables éxitos deportivos. A la par, durante este mismo periodo y debido en gran parte a la crisis institucional y económica que padecía el RCD Espanyol, el equipo (a diferencia del FC Barcelona), realiza unas temporadas muy irregulares que incluso desembocan en un descenso paulatino del interés de los aficionados de cara al derbi barcelonés (situación totalmente diferente a la de antes de la guerra). Aun así, el 16 de junio del año 1957, se produce la única final de Copa del Rey entre los dos equipos catalanes, cuya gran expectación se tradujo en un Estadio de Montjuïc absolutamente lleno para presenciar el encuentro que finalmente acabaría con la victoria del FC Barcelona por un gol a cero.

### El derbi "metropolitano"
Hasta el año 2009 el Real Club Deportivo Espanyol disputaba sus partidos como local en estadios pertenecientes a la ciudad de Barcelona (en el de Sarriá primero y en el Estadio Olímpico Lluís Companys después). El 2 de agosto de ese año los blanquiazules inauguran su nuevo estadio en Cornellá de Llobregat , que si bien pertenece al área metropolitana de Barcelona, constituye un municipio aparte. Esto ha provocado un nuevo episodio en la rivalidad entre ambos clubes. Todo surgió a raíz de unas declaraciones de Joan Laporta, por aquel entonces presidente del FC Barcelona, en las que días antes de un partido ante el Espanyol usó términos como “derbi metropolitano” y “rivalidad metropolitana”, cosa que no gustó ni a la directiva ni a los aficionados del RCD Espanyol, ya que lo interpretaban como una falta de respeto.
Desde entonces, generalmente, los aficionados del FC Barcelona consideran que el RCD Espanyol ya no es un club de la capital catalana y, avivando la rivalidad, suelen reclamar que ellos han quedado como el único equipo representativo de la ciudad condal. Aun así, el Espanyol es y siempre ha sido considerado (desde la objetividad) un equipo barcelonés, al igual que el Barça.

## Estadísticas de partidos

### Primera División de España
Datos actualizados: Hasta la temporada 2024-25 inclusive.
| Ganó FC Barcelona | Ganó RCD Espanyol | Empataron |

| Temporada | Local | Visitante | Local | Visitante |
| --------- | --- | --- | --- | --- |
| 1928-1929 | FC Barcelona 1 | RCD Español 0 | RCD Español 1 | FC Barcelona 1 |
| 1929-1930 | FC Barcelona 5 | RCD Español 4 | RCD Español 4 | FC Barcelona 0 |
| 1930-1931 | FC Barcelona 6 | RCD Español 2 | RCD Español 4 | FC Barcelona 4 |
| 1931-1932 | FC Barcelona 2 | RCD Español 2 | RCD Español 0 | FC Barcelona 3 |
| 1932-1933 | FC Barcelona 1 | RCD Español 1 | RCD Español 2 | FC Barcelona 1 |
| 1933-1934 | FC Barcelona 5 | RCD Español 0 | RCD Español 3 | FC Barcelona 2 |
| 1934-1935 | FC Barcelona 2 | RCD Español 2 | RCD Español 4 | FC Barcelona 1 |
| 1935-1936 | FC Barcelona 2 | RCD Español 0 | RCD Español 1 | FC Barcelona 0 |
| 1936-1937 | Guerra civil española, no se disputa el Campeonato de Liga de Primera División entre 1936 y 1939. Los dos equipos participaron en la Liga Mediterránea en 1936-1937 y en la Liga Catalana en 1937-1938. | Guerra civil española, no se disputa el Campeonato de Liga de Primera División entre 1936 y 1939. Los dos equipos participaron en la Liga Mediterránea en 1936-1937 y en la Liga Catalana en 1937-1938. | Guerra civil española, no se disputa el Campeonato de Liga de Primera División entre 1936 y 1939. Los dos equipos participaron en la Liga Mediterránea en 1936-1937 y en la Liga Catalana en 1937-1938. | Guerra civil española, no se disputa el Campeonato de Liga de Primera División entre 1936 y 1939. Los dos equipos participaron en la Liga Mediterránea en 1936-1937 y en la Liga Catalana en 1937-1938. |
| 1937-1938 | Guerra civil española, no se disputa el Campeonato de Liga de Primera División entre 1936 y 1939. Los dos equipos participaron en la Liga Mediterránea en 1936-1937 y en la Liga Catalana en 1937-1938. | Guerra civil española, no se disputa el Campeonato de Liga de Primera División entre 1936 y 1939. Los dos equipos participaron en la Liga Mediterránea en 1936-1937 y en la Liga Catalana en 1937-1938. | Guerra civil española, no se disputa el Campeonato de Liga de Primera División entre 1936 y 1939. Los dos equipos participaron en la Liga Mediterránea en 1936-1937 y en la Liga Catalana en 1937-1938. | Guerra civil española, no se disputa el Campeonato de Liga de Primera División entre 1936 y 1939. Los dos equipos participaron en la Liga Mediterránea en 1936-1937 y en la Liga Catalana en 1937-1938. |
| 1938-1939 | Guerra civil española, no se disputa el Campeonato de Liga de Primera División entre 1936 y 1939. Los dos equipos participaron en la Liga Mediterránea en 1936-1937 y en la Liga Catalana en 1937-1938. | Guerra civil española, no se disputa el Campeonato de Liga de Primera División entre 1936 y 1939. Los dos equipos participaron en la Liga Mediterránea en 1936-1937 y en la Liga Catalana en 1937-1938. | Guerra civil española, no se disputa el Campeonato de Liga de Primera División entre 1936 y 1939. Los dos equipos participaron en la Liga Mediterránea en 1936-1937 y en la Liga Catalana en 1937-1938. | Guerra civil española, no se disputa el Campeonato de Liga de Primera División entre 1936 y 1939. Los dos equipos participaron en la Liga Mediterránea en 1936-1937 y en la Liga Catalana en 1937-1938. |
| 1939-1940 | FC Barcelona 0 | RCD Español 1 | RCD Español 1 | FC Barcelona 1 |
| 1940-1941 | FC Barcelona 2 | RCD Español 3 | RCD Español 3 | FC Barcelona 1 |
| 1941-1942 | FC Barcelona 1 | RCD Español 2 | RCD Español 5 | FC Barcelona 2 |
| 1942-1943 | FC Barcelona 2 | RCD Español 0 | RCD Español 1 | FC Barcelona 3 |
| 1943-1944 | FC Barcelona 1 | RCD Español 3 | RCD Español 1 | FC Barcelona 3 |
| 1944-1945 | FC Barcelona 1 | RCD Español 0 | RCD Español 1 | FC Barcelona 1 |
| 1945-1946 | FC Barcelona 1 | RCD Español 0 | RCD Español 0 | FC Barcelona 2 |
| 1946-1947 | FC Barcelona 5 | RCD Español 0 | RCD Español 0 | FC Barcelona 1 |
| 1947-1948 | FC Barcelona 5 | RCD Español 1 | RCD Español 2 | FC Barcelona 1 |
| 1948-1949 | FC Barcelona 2 | RCD Español 1 | RCD Español 1 | FC Barcelona 1 |
| 1949-1950 | FC Barcelona 1 | RCD Español 2 | RCD Español 2 | FC Barcelona 2 |
| 1950-1951 | FC Barcelona 4 | RCD Español 1 | RCD Español 6 | FC Barcelona 0 |
| 1951-1952 | FC Barcelona 2 | RCD Español 0 | RCD Español 1 | FC Barcelona 0 |
| 1952-1953 | FC Barcelona 2 | RCD Español 1 | RCD Español 0 | FC Barcelona 2 |
| 1953-1954 | FC Barcelona 1 | RCD Español 4 | RCD Español 0 | FC Barcelona 1 |
| 1954-1955 | FC Barcelona 1 | RCD Español 0 | RCD Español 2 | FC Barcelona 4 |
| 1955-1956 | FC Barcelona 1 | RCD Español 0 | RCD Español 0 | FC Barcelona 3 |
| 1956-1957 | FC Barcelona 1 | RCD Español 1 | RCD Español 2 | FC Barcelona 0 |
| 1957-1958 | FC Barcelona 3 | RCD Español 1 | RCD Español 2 | FC Barcelona 1 |
| 1958-1959 | FC Barcelona 5 | RCD Español 3 | RCD Español 0 | FC Barcelona 3 |
| 1959-1960 | FC Barcelona 1 | RCD Español 0 | RCD Español 0 | FC Barcelona 1 |
| 1960-1961 | FC Barcelona 4 | RCD Español 1 | RCD Español 1 | FC Barcelona 2 |
| 1961-1962 | FC Barcelona 2 | RCD Español 0 | RCD Español 1 | FC Barcelona 1 |
| 1963-1964 | FC Barcelona 5 | RCD Español 0 | RCD Español 2 | FC Barcelona 2 |
| 1964-1965 | FC Barcelona 1 | RCD Español 0 | RCD Español 0 | FC Barcelona 0 |
| 1965-1966 | FC Barcelona 4 | RCD Español 2 | RCD Español 1 | FC Barcelona 1 |
| 1966-1967 | FC Barcelona 3 | RCD Español 1 | RCD Español 2 | FC Barcelona 0 |
| 1967-1968 | FC Barcelona 1 | RCD Español 0 | RCD Español 1 | FC Barcelona 0 |
| 1968-1969 | FC Barcelona 1 | RCD Español 0 | RCD Español 0 | FC Barcelona 0 |
| 1970-1971 | FC Barcelona 3 | RCD Español 0 | RCD Español 0 | FC Barcelona 1 |
| 1971-1972 | FC Barcelona 2 | RCD Español 0 | RCD Español 3 | FC Barcelona 0 |
| 1972-1973 | FC Barcelona 0 | RCD Español 1 | RCD Español 1 | FC Barcelona 1 |
| 1973-1974 | FC Barcelona 3 | RCD Español 0 | RCD Español 0 | FC Barcelona 0 |
| 1974-1975 | FC Barcelona 4 | RCD Español 1 | RCD Español 5 | FC Barcelona 2 |
| 1975-1976 | FC Barcelona 5 | RCD Español 0 | RCD Español 3 | FC Barcelona 0 |
| 1976-1977 | FC Barcelona 4 | RCD Español 2 | RCD Español 2 | FC Barcelona 3 |
| 1977-1978 | FC Barcelona 1 | RCD Español 1 | RCD Español 1 | FC Barcelona 1 |
| 1978-1979 | FC Barcelona 2 | RCD Español 1 | RCD Español 0 | FC Barcelona 2 |
| 1979-1980 | FC Barcelona 3 | RCD Español 1 | RCD Español 2 | FC Barcelona 0 |
| 1980-1981 | FC Barcelona 3 | RCD Español 1 | RCD Español 1 | FC Barcelona 0 |
| 1981-1982 | FC Barcelona 1 | RCD Español 3 | RCD Español 0 | FC Barcelona 4 |
| 1982-1983 | FC Barcelona 1 | RCD Español 0 | RCD Español 0 | FC Barcelona 3 |
| 1983-1984 | FC Barcelona 5 | RCD Español 2 | RCD Español 1 | FC Barcelona 0 |
| 1984-1985 | FC Barcelona 1 | RCD Español 0 | RCD Español 0 | FC Barcelona 0 |
| 1985-1986 | FC Barcelona 0 | RCD Español 0 | RCD Español 5 | FC Barcelona 3 |
| 1986-1987 | FC Barcelona 1 | RCD Español 0 | RCD Español 1 | FC Barcelona 1 |
| 1986-1987 | FC Barcelona 2 | RCD Español 1 | RCD Español 0 | FC Barcelona 0 |
| 1987-1988 | FC Barcelona 3 | RCD Español 2 | RCD Español 2 | FC Barcelona 0 |
| 1988-1989 | FC Barcelona 2 | RCD Español 0 | RCD Español 2 | FC Barcelona 2 |
| 1990-1991 | FC Barcelona 5 | RCD Español 2 | RCD Español 0 | FC Barcelona 1 |
| 1991-1992 | FC Barcelona 4 | RCD Español 3 | RCD Español 0 | FC Barcelona 4 |
| 1992-1993 | FC Barcelona 5 | RCD Español 0 | RCD Español 0 | FC Barcelona 1 |
| 1994-1995 | FC Barcelona 3 | RCD Español 0 | RCD Español 0 | FC Barcelona 0 |
| 1995-1996 | FC Barcelona 2 | RCD Español 1 | RCD Español 1 | FC Barcelona 1 |
| 1996-1997 | FC Barcelona 2 | RCD Espanyol 1 | RCD Espanyol 2 | FC Barcelona 0 |
| 1997-1998 | FC Barcelona 3 | RCD Espanyol 1 | RCD Espanyol 1 | FC Barcelona 1 |
| 1998-1999 | FC Barcelona 3 | RCD Espanyol 0 | RCD Espanyol 1 | FC Barcelona 2 |
| 1999-2000 | FC Barcelona 3 | RCD Espanyol 0 | RCD Espanyol 1 | FC Barcelona 1 |
| 2000-2001 | FC Barcelona 4 | RCD Espanyol 2 | RCD Espanyol 0 | FC Barcelona 0 |
| 2001-2002 | FC Barcelona 2 | RCD Espanyol 0 | RCD Espanyol 2 | FC Barcelona 0 |
| 2002-2003 | FC Barcelona 2 | RCD Espanyol 0 | RCD Espanyol 0 | FC Barcelona 2 |
| 2003-2004 | FC Barcelona 4 | RCD Espanyol 1 | RCD Espanyol 1 | FC Barcelona 3 |
| 2004-2005 | FC Barcelona 0 | RCD Espanyol 0 | RCD Espanyol 0 | FC Barcelona 1 |
| 2005-2006 | FC Barcelona 2 | RCD Espanyol 0 | RCD Espanyol 1 | FC Barcelona 2 |
| 2006-2007 | FC Barcelona 2 | RCD Espanyol 2 | RCD Espanyol 3 | FC Barcelona 1 |
| 2007-2008 | FC Barcelona 0 | RCD Espanyol 0 | RCD Espanyol 1 | FC Barcelona 1 |
| 2008-2009 | FC Barcelona 1 | RCD Espanyol 2 | RCD Espanyol 1 | FC Barcelona 2 |
| 2009-2010 | FC Barcelona 1 | RCD Espanyol 0 | RCD Espanyol 0 | FC Barcelona 0 |
| 2010-2011 | FC Barcelona 2 | RCD Espanyol 0 | RCD Espanyol 1 | FC Barcelona 5 |
| 2011-2012 | FC Barcelona 4 | RCD Espanyol 0 | RCD Espanyol 1 | FC Barcelona 1 |
| 2012-2013 | FC Barcelona 4 | RCD Espanyol 0 | RCD Espanyol 0 | FC Barcelona 2 |
| 2013-2014 | FC Barcelona 1 | RCD Espanyol 0 | RCD Espanyol 0 | FC Barcelona 1 |
| 2014-2015 | FC Barcelona 5 | RCD Espanyol 1 | RCD Espanyol 0 | FC Barcelona 2 |
| 2015-2016 | FC Barcelona 5 | RCD Espanyol 0 | RCD Espanyol 0 | FC Barcelona 0 |
| 2016-2017 | FC Barcelona 4 | RCD Espanyol 1 | RCD Espanyol 0 | FC Barcelona 3 |
| 2017-2018 | FC Barcelona 5 | RCD Espanyol 0 | RCD Espanyol 1 | FC Barcelona 1 |
| 2018-2019 | FC Barcelona 2 | RCD Espanyol 0 | RCD Espanyol 0 | FC Barcelona 4 |
| 2019-2020 | FC Barcelona 1 | RCD Espanyol 0 | RCD Espanyol 2 | FC Barcelona 2 |
| 2021-2022 | FC Barcelona 1 | RCD Espanyol 0 | RCD Espanyol 2 | FC Barcelona 2 |
| 2022-2023 | FC Barcelona 1 | RCD Espanyol 1 | RCD Espanyol 2 | FC Barcelona 4 |
| 2024-2025 | FC Barcelona 3 | RCD Espanyol 1 | RCD Espanyol 0 | FC Barcelona 2 |
| 2025-2026 | FC Barcelona | RCD Espanyol | RCD Espanyol | FC Barcelona |

#### Resumen: enfrentamientos en 1.ª División
| Equipo       | Enfrentamientos | Victorias como local | Empates como local | Derrotas como local | Goles a favor como local | Goles en contra como local |
| ------------ | --------------- | -------------------- | ------------------ | ------------------- | ------------------------ | -------------------------- |
| FC Barcelona | 90              | 70                   | 10                 | 9                   | 219                      | 74                         |
| RCD Espanyol | 89              | 25                   | 30                 | 34                  | 110                      | 126                        |

- Mayor goleada del FC Barcelona como local: 5-0,

(Primera División de España 1933/34,1946/47,1963/64,1975/76,1992/93,2015/16,2017/18).
- Mayor goleada del FC Barcelona como visitante: 0-4, 0-4, 1-5, 0-4

(Primera División de España 1981-82,1991-92,2010-11,2018-19).
- Mayor goleada del RCD Espanyol como local: 6-0 (1950/51).
- Mayor goleada del RCD Espanyol como visitante: 1-4 (1953/54).
- Mayor diferencia de goles conseguida por el Barcelona: como local: 5 (5-0), (1933/34, 1946/47, 1963/64, 1975/76, 1992/93, 2017/18). Y como visitante: 4 (0-4,1-5), (1981/82, 1991/92 y 2018-19)
- Mayor diferencia de goles conseguida por el RCD Espanyol: como local: (6) (6-0), (1950/51). Y como visitante: 3 (1-4), (1953/54).
- Mayor cantidad de goles en un partido: 8 (RCD Espanyol 4-4 FC Barcelona), en 1930/31.
- Nº de veces que el FC Barcelona ha ganado en la misma temporada el encuentro como local y como visitante: 27.
- Nº de veces que el RCD Espanyol ha ganado en la misma temporada el encuentro como local y como visitante: 2.
- Nº de temporadas consecutivas que el FC Barcelona no ha conseguido ganar el encuentro como visitante: 7 (1932/33 hasta 1941/43), (1961/62 hasta 1969/70), y (1983/84 hasta 1989/90).
- Nº de temporadas consecutivas que el RCD Espanyol no ha conseguido ganar el encuentro como visitante: 26 (1982/83 hasta 2007/08).

### Copa del Rey
| Ganó FC Barcelona | Ganó RCD Espanyol | Empataron |

| Temporada | Ronda        | Local          | Visitante      | Local          | Visitante      | Clasificado  |
| --------- | ------------ | -------------- | -------------- | -------------- | -------------- | ------------ |
| 1928-1929 | Semifinales  | RCD Español 2  | FC Barcelona 0 | FC Barcelona 1 | RCD Español 1  | RCD Español  |
| 1935-1936 | 1/4          | RCD Español 2  | FC Barcelona 1 | FC Barcelona 3 | RCD Español 0  | FC Barcelona |
| 1939-1940 | 1/4          | FC Barcelona 0 | RCD Español 2  | RCD Español 1  | FC Barcelona 1 | RCD Español  |
| 1940-1941 | 1/8          | FC Barcelona 1 | RCD Español 2  | RCD Español 4  | FC Barcelona 3 | RCD Español  |
| 1941-1942 | 1/4          | RCD Español 2  | FC Barcelona 3 | FC Barcelona 3 | RCD Español 2  | FC Barcelona |
| 1948-1949 | Tercer lugar |                |                | FC Barcelona 3 | RCD Español 1  |              |
| 1955-1956 | 1/4          | RCD Español 3  | FC Barcelona 1 | FC Barcelona 4 | RCD Español 4  | RCD Español  |
| 1956-1957 | Final        |                |                | FC Barcelona 1 | RCD Español 0  | FC Barcelona |
| 1960-1961 | 1/8          | FC Barcelona 2 | RCD Español 3  | RCD Español 2  | FC Barcelona 1 | RCD Español  |
| 1963-1964 | 1/4          | FC Barcelona 3 | RCD Español 1  | RCD Español 2  | FC Barcelona 4 | FC Barcelona |
| 1969-1970 | 1/16         | RCD Español 2  | FC Barcelona 1 | FC Barcelona 3 | RCD Español 1  | FC Barcelona |
| 1973-1974 | 1/4          | RCD Español 1  | FC Barcelona 1 | FC Barcelona 2 | RCD Español 0  | FC Barcelona |
| 1984-1985 | 1/16         | FC Barcelona 3 | RCD Español 0  | RCD Español 0  | FC Barcelona 2 | FC Barcelona |
| 1987-1988 | 1/8          | RCD Español 1  | FC Barcelona 3 | FC Barcelona 1 | RCD Español 0  | FC Barcelona |
| 1995-1996 | Semifinales  | FC Barcelona 1 | RCD Español 0  | RCD Español 2  | FC Barcelona 3 | FC Barcelona |
| 2000-2001 | 1/4          | RCD Espanyol 1 | FC Barcelona 2 | FC Barcelona 1 | RCD Espanyol 1 | FC Barcelona |
| 2008-2009 | 1/4          | RCD Espanyol 0 | FC Barcelona 0 | FC Barcelona 3 | RCD Espanyol 2 | FC Barcelona |
| 2015-2016 | 1/8          | FC Barcelona 4 | RCD Espanyol 1 | RCD Espanyol 0 | FC Barcelona 2 | FC Barcelona |
| 2017-2018 | 1/4          | RCD Espanyol 1 | FC Barcelona 0 | FC Barcelona 2 | RCD Espanyol 0 | FC Barcelona |

#### Resumen: enfrentamientos en la Copa del Rey
| Eliminatorias disputadas | Clasificado Barcelona | Clasificado Espanyol | Total de enfrentamientos | Victorias Barcelona | Empates | Victorias Espanyol | Goles a favor Barcelona | Goles a favor Espanyol |
| ------------------------ | --------------------- | -------------------- | ------------------------ | ------------------- | ------- | ------------------ | ----------------------- | ---------------------- |
| 18                       | 13                    | 5                    | 35                       | 20                  | 6       | 10                 | 69                      | 47                     |

### Supercopa de España
| Temporada | Local          | Visitante      | Local          | Visitante      | Campeón      |
| --------- | -------------- | -------------- | -------------- | -------------- | ------------ |
| 2006-2007 | RCD Espanyol 0 | FC Barcelona 1 | FC Barcelona 3 | RCD Espanyol 0 | FC Barcelona |

### Competiciones europeas
| Competición            | Ronda | Local          | Visitante     | Local         | Visitante      | Clasificado  |
| ---------------------- | ----- | -------------- | ------------- | ------------- | -------------- | ------------ |
| Copa de Ferias 1965-66 | 1/4   | FC Barcelona 1 | RCD Español 0 | RCD Español 0 | FC Barcelona 1 | FC Barcelona |

## Estadísticas

### Balance de enfrentamientos
| Competición                    | PJ  | Ganó BCN | E  | Ganó ESP | G.BCN | G.ESP |
| ------------------------------ | --- | -------- | -- | -------- | ----- | ----- |
| Campeonato Nacional de Liga    | 178 | 104      | 40 | 34       | 345   | 184   |
| Campeonato de España de Copa   | 36  | 20       | 6  | 10       | 69    | 47    |
| Supercopa de España            | 2   | 2        | 0  | 0        | 4     | 0     |
| Copa de Ferias                 | 2   | 2        | 0  | 0        | 2     | 0     |
| Total nacional e internacional | 218 | 128      | 46 | 44       | 420   | 231   |
| Copa Macaya                    | 3   | 3        | 0  | 0        | 15    | 1     |
| Copa F. C. Barcelona           | 2   | 0        | 2  | 0        | 4     | 4     |
| Campeonato de Cataluña         | 68  | 36       | 10 | 22       | 143   | 96    |
| Copa Cataluña                  | 10  | 3        | 3  | 4        | 11    | 16    |
| Supercopa de Cataluña          | 3   | 0        | 2  | 1        | 1     | 2     |
| Copa de los Pirineos           | 2   | 1        | 0  | 1        | 4     | 5     |
| Total                          | 306 | 170      | 63 | 72       | 598   | 355   |

- Mayor racha de partidos sin perder del FC Barcelona: 19 Desde el 29 de febrero de 2009 hasta el 9 de septiembre de 2017
- Mayor racha de partidos sin perder del RCD Espanyol: 10 Desde el 3 de diciembre de 1939 hasta el 11 de enero de 1942

### Partidos que decidieron un título
Contando todas las competiciones ambos equipos se han enfrentado en una instancia decisiva en 2 ocasiones; en la Copa del Rey 1957 y en la Supercopa de España 2006, ambas con victoria del equipo azulgrana.
| Temporada                                  | Campeón                                    | Resultado                                  | Subcampeón                                 | Sede Final                                      |
| Campeonato de España-Copa del Generalísimo | Campeonato de España-Copa del Generalísimo | Campeonato de España-Copa del Generalísimo | Campeonato de España-Copa del Generalísimo |                                                 |
| ------------------------------------------ | ------------------------------------------ | ------------------------------------------ | ------------------------------------------ | ----------------------------------------------- |
| 1957                                       | Fútbol Club Barcelona                      | 1 - 0                                      | Real Club Deportivo Espanyol               | Montjuïc, Barcelona                             |
| Supercopa de España                        |                                            |                                            |                                            |                                                 |
| 2006                                       | Fútbol Club Barcelona                      | 1 - 0, 3 - 0                               | Real Club Deportivo Espanyol               | Lluís Companys, Barcelona / Camp Nou, Barcelona |

### Jugadores con mayor cantidad de encuentros disputados
Xavi Hernández es el jugador que más encuentros ha disputado de la rivalidad con 36 y por parte blaugrana, mientras que Antonio Argilés lo es por parte de españolista. El reparto de encuentros se divide entre las seis competiciones oficiales en las que alguna vez se han enfrentado ambos clubes.

### Tabla histórica de goleadores
A continuación se listan los jugadores máximos goleadores de cada equipo en las diferentes competiciones oficiales, como en sus predecesoras.
En negrita jugadores en activo.
| Jugador            | Equipo                       | Total | Total | Primera División | Primera División | Copa del Rey | Copa del Rey | Regional (1) | Regional (1) | Supercopa de España | Supercopa de España | Liga Europa | Liga Europa |
| Jugador            | Equipo                       | P.J.  | G.    | P.J.             | G.               | P.J.         | G.           | P.J.         | G.           | P.J.                | G.                  | P.J.        | G.          |
| ------------------ | ---------------------------- | ----- | ----- | ---------------- | ---------------- | ------------ | ------------ | ------------ | ------------ | ------------------- | ------------------- | ----------- | ----------- |
| Lionel Messi       | Fútbol Club Barcelona        | 35    | 25    | 27               | 22               | 6            | 3            | Inexistente  | Inexistente  | 2                   | 0                   | 0           | 0           |
| Josep Escolà       | Fútbol Club Barcelona        | 21    | 14    | 16               | 8                | 5            | 6            | 0            | 0            | 0                   | 0                   | Inexistente | Inexistente |
| César Rodríguez    | Fútbol Club Barcelona        | 21    | 11    | 21               | 11               | 0            | 0            | 0            | 0            | 0                   | 0                   | Inexistente | Inexistente |
| Luis Suárez        | Fútbol Club Barcelona        | 15    | 10    | 12               | 9                | 3            | 1            | Inexistente  | Inexistente  | 0                   | 0                   | 0           | 0           |
| Rafael Marañón     | Real Club Deportivo Espanyol | 17    | 9     | 17               | 9                | 0            | 0            | Inexistente  | Inexistente  | 0                   | 0                   | 0           | 0           |
| Juan Manuel Asensi | Fútbol Club Barcelona        | 20    | 9     | 18               | 8                | 2            | 1            | Inexistente  | Inexistente  | 0                   | 0                   | 0           | 0           |

## Palmarés
A nivel de títulos, tanto de carácter nacional como de carácter europeo e internacional, el FC Barcelona está ampliamente por encima de su vecino barcelonés (el RCD Espanyol) cuyo principal logro es la consecución de cuatro copas del Rey y dos subcampeonatos de la UEFA (ahora llamada Europa League), ya que el derbi de la ciudad de Barcelona es un clásico deportivo cuya rivalidad responde, principalmente, al enfrentamiento deportivo entre ambas instituciones por enmarcarse éstas dentro de la misma ciudad o región (a diferencia de otros derbis -como El Clásico español- donde la rivalidad entre clubes responde a la pareja cantidad de logros y títulos cosechados por ambos equipos). En negrita competiciones vigentes:
| Títulos oficiales | Nacionales      | Nacionales | Nacionales | Nacionales | Nacionales | Europeos | Europeos | Europeos | Europeos | Europeos | Europeos | Mundiales | Mundiales | Total |   |     |  |
| --- | --------------- | ---------- | ---------- | ---------- | ---------- | -------- | -------- | -------- | -------- | -------- | -------- | --------- | --------- | ----- | - | --- |  |
| Títulos oficiales | F. C. Barcelona | 28         | 32         | 15         | 2          | 3        | 5        | -        | 5        | 4        | 3        | 2         | 3         | Total | - | 102 |  |
| R. C. D. Espanyol | -               | 4          | -          | -          | -          | -        | -        | -        | -        | -        | -        | -         | -         | 4     |   |     |  |
| * De izquierda a derecha en competiciones nacionales: Liga de España, Copa del Rey, Supercopa de España, Copa de la Liga y Copa Eva Duarte. * De izquierda a derecha en competiciones europeas: Liga de Campeones, Liga Europea, Supercopa de Europa, Recopa de Europa, Copa de Ferias y Copa Latina. * De izquierda a derecha en competiciones internacionales: Mundial de Clubes y Copa Intercontinental. * Datos actualizados a la consecución de un último título por parte de alguno de los implicados el 12 de enero de 2025. |                 |            |            |            |            |          |          |          |          |          |          |           |           |       |   |     |  |

En lo que se refiere a las 6 competiciones vigentes de primer orden (Champions, Liga, Mundial de Clubes, Supercopa de España, Supercopa de Europa y Copa del Rey) los azulgrana llevan la delantera 88 a 4.

### Carácter nacional e internacional
Títulos de carácter nacional son Liga, Copa del Rey, Supercopa de España, y Copa de la Liga. Los de carácter europeo son UEFA Champions League, UEFA Europa League, Copa UEFA, Recopa de Europa, Copa de Ferias, Supercopa de Europa. Y de carácter mundial serían la Copa Mundial de Clubes y la Copa Intercontinental. Se incluye en esta tabla la Copa Eva Duarte, predecesora de la Supercopa de España.
| Club              | Trofeos nacionales | Trofeos europeos | Trofeos mundiales | Total |
| ----------------- | ------------------ | ---------------- | ----------------- | ----- |
| F. C. Barcelona   | 80                 | 19               | 3                 | 102   |
| R. C. D. Espanyol | 4                  | 0                | 0                 | 4     |

Datos actualizados a: 15 de mayo de 2025.

## Jugadores que han militado en ambos clubes
- Ricardo Zamora
- Ladislao Kubala
- Zoltán Czibor
- Cayetano Ré
- Javier Urruticoechea
- Pichi Alonso
- Ernesto Valverde
- Miquel Soler
- Cristóbal Parralo
- Fernando Muñoz
- Toni Velamazán
- Iván de la Peña
- Jordi Cruyff
- Óscar García
- Roger García
- Joan Verdú
- Sergio García
- Víctor Sánchez
- Justo Tejada
- Ramos
- Ramoní
- Marcial
- Canito
- Escaix
- Korniev
- Camps
- Philippe Coutinho
- Oier Olazábal
- Aleix Vidal
- Martin Braithwaite
- Denis Suárez
- Joan García